# Limotettix comptoniana
Limotettix comptoniana är en insektsart som beskrevs av Ball 1928. Limotettix comptoniana ingår i släktet Limotettix och familjen dvärgstritar. Inga underarter finns listade i Catalogue of Life.